# La Capelette
La Capelette est un quartier de Marseille, dans le 10e arrondissement.

## Origine
À l'origine le quartier s'appelait Canissat. Il a ensuite pris le nom de Capelette, en raison de la présence depuis le XIIe siècle, d'une petite chapelle (uno capeleto en provençal) consacrée à Saint Laurent. Située à l'angle de la route de Toulon (actuelle avenue de la Capelette) et du futur boulevard Bonnefoy et devenu successivement en 1850 une école communale, en 1881 un commissariat de police puis magasin à partir de 1910, l'édifice reconstruit au XVIIe siècle mais totalement réaménagé et défiguré depuis menaçait ruine et avait subi deux incendies (le dernier en 2005) : elle a été rasée après fouilles en 2017. 

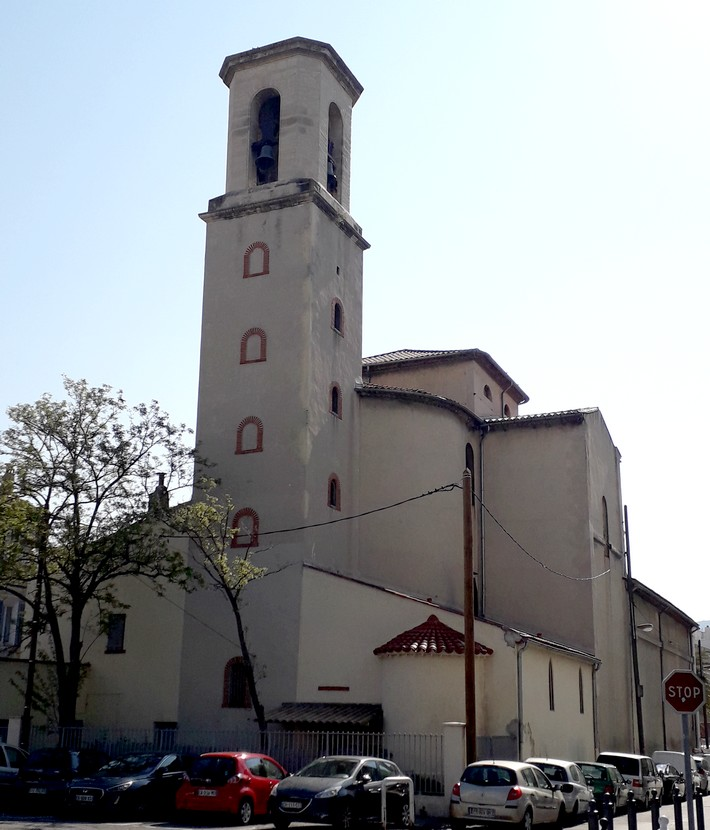
L'église Saint-Laurent de la Capelette, vue arrière (Marseille 10e)

Une nouvelle et plus grande église Saint-Laurent avait été construite à proximité, boulevard Saint-Jean, à la demande du curé Chataud et de Monseigneur de Mazenod. Elle est notamment équipée d'un Grand-Orgue de tribune de dix-huit jeux répartis sur deux claviers et un pédalier construit vers 1870 par François Mader et restauré en 2012.

## Situation
La Capelette se situe entre l'Huveaune et le Jarret, au bord de l'autoroute A50.
Le quartier est principalement desservi par la ligne    de la RTM. Le prolongement du tramway depuis la Place Castellane jusqu'à la Capelette est envisagé pour les prochaines années.
Une partie de la Capelette est classée quartier prioritaire, avec 1 810 habitants pour un taux de pauvreté de 35 %.

## Activités

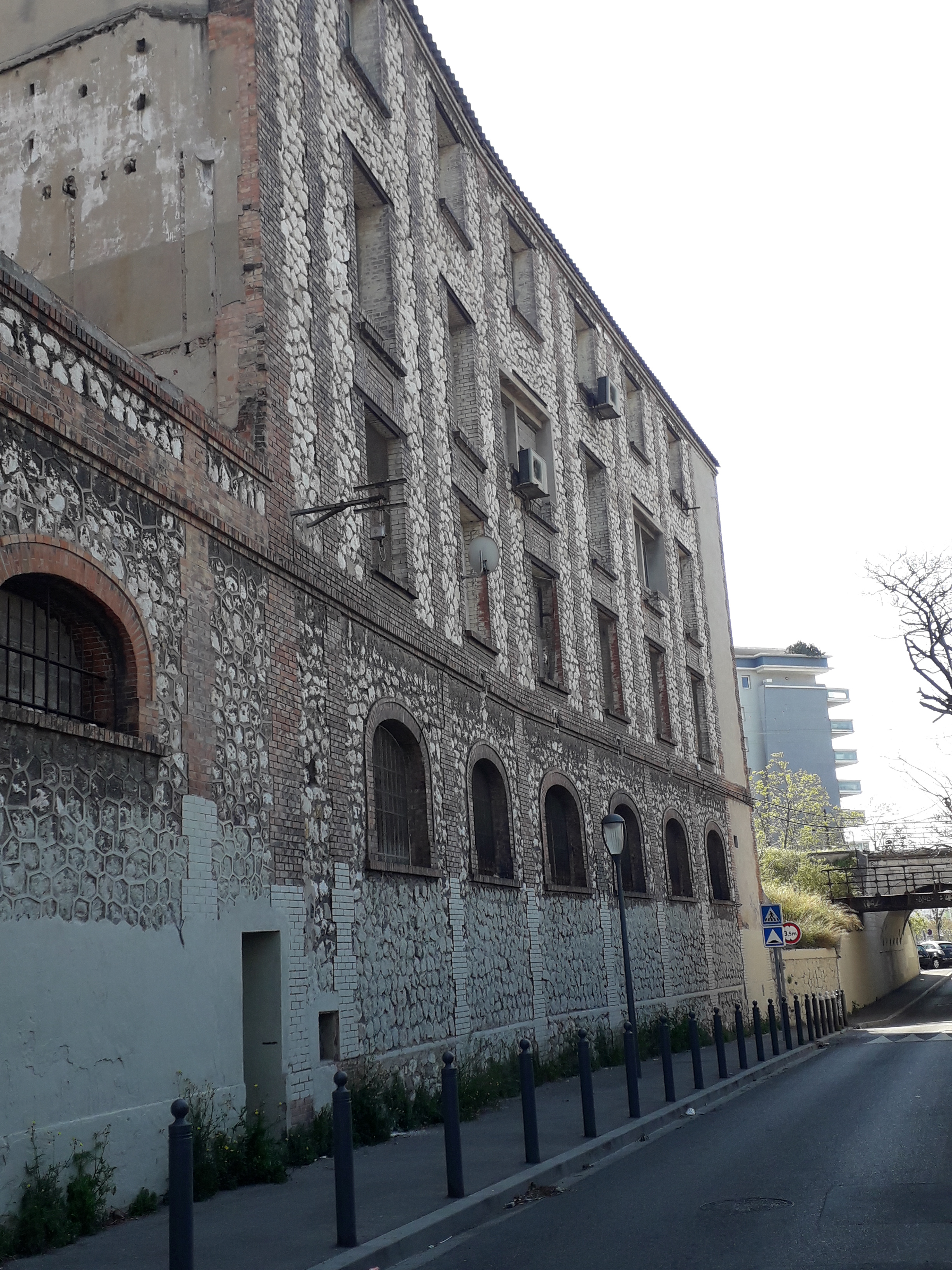
Un ancien bâtiment industriel à la Capelette

La Capelette est un ancien quartier industriel, à l'entrée de la vallée de l'Huveaune. Relié au réseau ferré principal par la ligne de chemin de fer du Prado, il a compté diverses industries dont ne restent que les noms (boulevard des Aciéries, rue des Forges...), aujourd'hui remplacées par des plateformes de services divers (automobile notamment). Le Centre de transfert des résidus urbains (CTRU sud) reste le seul utilisateur de la voie ferrée.
Le Palais omnisports Marseille Grand Est, construit en 2009 à l'entrée ouest du quartier, est un élément de revitalisation et de raccordement à la vie urbaine de ce quartier périphérique.